# Aida Edemariam
Aida Edemariam is een Ethiopisch-Canadees journalist gevestigd in het Verenigd Koninkrijk, die heeft gewerkt in New York, Toronto en Londen. Ze was voorheen plaatsvervangend recensent en boekenredacteur van de Canadese National Post en werkt momenteel als schrijver en redacteur bij The Guardian. Ze woont in Oxford. 

## Biografie
Edemariam werd geboren in Addis Abeba, dochter van een Ethiopische vader en een Canadese moeder. Ze studeerde Engelse literatuur aan de Universiteit van Oxford en de Universiteit van Toronto. 
In 2014 ontving ze de Jerwood Award van de Royal Society of Literature voor een non-fictie werk in uitvoering voor haar toen nog te verschijnen memoires, The Wife's Tale: A Personal History. Het in februari 2018 door HarperCollins gepubliceerde werk ontving vervolgens lovende recensies. In mei 2019 ontving Edemariam de literaire prijs Ondaatje Prize voor The Wife's Tale. 